# Debata nad zmianą flagi Nowej Zelandii

Flaga Nowej Zelandii

Propozycja nowej flagi, która pojawiła się w pytaniu referendalnym w marcu 2016 roku

Zmiana flagi państwowej Nowej Zelandii jest przedmiotem debaty, której początki sięgają lat 60. XX wieku. Debata ta toczy się niezależnie od prowadzonej w tym kraju debaty nad zmianą ustroju na republikański.
Na przełomie listopada i grudnia 2015 oraz w marcu 2016 roku w kraju odbyły się dwa referenda, w których Nowozelandczycy mieli możliwość zadecydowania o przyszłości flagi państwowej. 56,6% głosujących opowiedziało się za zachowaniem dotychczasowej flagi.

## Argumenty w debacie

### Za zmianą
Do głównych argumentów zwolenników zmiany flagi należą:
- Flaga jest zbyt podobna do flagi australijskiej i niejednokrotnie bywa z nią mylona[4][5]. Do pomyłki doszło m.in. podczas wizyty premiera Australii, Boba Hawke’a w Ottawie w 1984 roku, gdzie powitany został flagami nowozelandzkimi[6][1][7].
- Flaga Wielkiej Brytanii (tzw. Union Jack), znajdująca się w kantonie flagi nowozelandzkiej reprezentuje jedynie kolonialną przeszłość tego kraju, nie ma natomiast związku z teraźniejszością[2]. Może również sugerować, że Nowa Zelandia nie jest suwerennym państwem, a pozostaje brytyjskim terytorium zależnym[5][6][8].
- Obecna flaga nie posiada żadnych elementów nawiązujących do dziedzictwa Maorysów, rdzennej ludności nowozelandzkiej[5][6].

### Za zachowaniem obecnej flagi
- Obecny wzór „przetrwał próbę czasu”, pełniąc funkcję flagi państwowej nieprzerwanie od 1902 roku[8].
- Flaga reprezentuje silne więzi między Nową Zelandią a Wielką Brytanią[6].
- Wielu Nowozelandczyków walczyło i zginęło pod obecną flagą, jej zmiana byłaby obrazą dla ich pamięci[6][9][10].

## Historia

Flaga Koru autorstwa Friedensreicha Hundertwassera (1983)

Flaga srebrnej paproci

Flaga Tino rangatiratanga (1990)

Za autora najwcześniejszej propozycji zmiany flagi nowozelandzkiej uznawany jest Clark Titman, który w 1967 roku przedstawił własny projekt flagi, pod którą wystąpił na Maratonie Nowojorskim. Flaga ta zachowywała kolorystykę dotychczasowej flagi oraz symbolikę gwiazdozbioru Krzyża Południa, nie przedstawiała natomiast Union Jacka.
W 1973 roku na corocznej konferencji nowozelandzkiej Partii Pracy przedstawiony został pomysł proklamowania republiki oraz zmiany flagi i hymnu państwowego. Propozycja została jednak odrzucona.
W 1979 roku minister spraw wewnętrznych Allan Highet zaproponował zastąpienie na fladze Krzyża Południa liściem srebrnej paproci, będącej jednym z nieoficjalnych symboli Nowej Zelandii.
W latach 80. i 90. pojawiały się coraz to nowe projekty nowej flagi państwowej, m.in. za sprawą organizowanych przez prasę konkursów (m.in. przez The Press w 1984 i New Zealand Listener w 1990). Szczególny rozgłos zyskała zaprezentowana w 1983 roku tzw. flaga Koru, przedstawiająca zwinięty zielony liść paproci na białym tle, której autorem był Friedensreich Hundertwasser.
W 1989 roku temat flagi powrócił na konferencji Partii Pracy. Wniosek nawołujący do ogłoszenia konkursu na nowy projekt flagi, nieprzedstawiający Union Jacka, został odrzucony niewielką przewagą głosów (144 wobec 136).
W 1998 roku zmianę flagi postulowała minister kultury Marie Hasler, uzyskując poparcie ówczesnej premier Jenny Shipley. Proponowana flaga przedstawiała srebrny liść paproci na czarnym tle. Pomysł nie doczekał się realizacji w związku z przegraną Partii Narodowej w wyborach parlamentarnych w 1999 roku i zmianą rządu.
Założona w 2004 roku fundacja NZflag.com zorganizowała akcję zachęcającą Nowozelandczyków do podpisania petycji wzywającej parlament do przeprowadzenia referendum dotyczącego zmiany flagi. Pod petycją podpisało się około 100 000 osób, wobec 270 000 wymaganych (10% ludności kraju), by zorganizowane zostało referendum w ramach inicjatywy obywatelskiej.
14 grudnia 2009 roku rząd nowozelandzki po kilkumiesięcznych konsultacjach społecznych uznał zaprojektowaną w 1990 roku flagę zwaną Tino rangatiratanga za narodową flagę Maorysów. Może być ona wywieszana wraz z flagą państwową Nowej Zelandii, symbolizując i zacieśniając stosunki między Koroną a społecznością maoryską.
W 2010 roku premier John Key wyraził poparcie wobec pomysłu przyjęcia flagi państwowej przedstawiającej srebrny liść paproci na czarnym tle. W badaniu przeprowadzonym wówczas przez The New Zealand Herald, ponad połowa spośród odznaczonych Orderem Nowej Zelandii również popierała zmianę.
11 marca 2014 roku Key ogłosił, że jeżeli Partia Narodowa wygra wybory parlamentarne zaplanowane na 20 września 2014 roku, w kraju przeprowadzone zostanie referendum dotyczące zmiany flagi. Po udanej reelekcji podtrzymał obietnicę, wstępnie zapowiadając referendum na 2015 rok.
Pomiędzy 5 maja a 16 lipca 2015 roku w Nowej Zelandii odbyły się ogólnokrajowe konsultacje społeczne, podczas których obywatele mieli możliwość wyrażenia swoich opinii na temat proponowanej zmiany, a także zgłaszania propozycji na przyszłą flagę. Łącznie wpłynęło ich 10 292. W sierpniu panel złożony z dwunastu znanych Nowozelandczyków wstępnie wytypował 40 najlepszych propozycji, a następnie 1 września zawęził ten wybór do czterech, które miały zostać przedstawione w referendum. Wkrótce po ogłoszeniu finalistów, na skutek petycji obywatelskiej zadecydowano o dołączeniu do nich także piątej propozycji, tzw. Red Peak („czerwony szczyt”).

Propozycje nowej flagi przedstawione w pierwszym pytaniu referendalnym
Srebrny liść paproci (czerwono-biało-niebieski), projekt Kyle'a Lockwooda
Srebrny liść paproci (czarno-biało-niebieski), projekt Kyle'a Lockwooda
Srebrny liść paproci (czarno-biały), projekt Alofiego Kantera
Koru, projekt Andrew Fyfe'a
Red Peak, projekt Aarona Dustina

Między 20 listopada a 11 grudnia 2015 roku odbyło się pierwsze z dwóch referendów w sprawie zmiany flagi. Nowozelandczycy wybierali w nim tę spośród pięciu propozycji, która podobała im się najbardziej. Głosowanie odbywało się w sposób preferencyjny. Zwyciężył projekt flagi przedstawiający srebrny liść paproci i Krzyż Południa w kolorach czarnym, białym i niebieskim (670 790 głosów, 50,58%, wliczając głosy przechodnie). Frekwencja wyniosła 48,78%.
W drugim referendum, które miało miejsce pomiędzy 3 a 24 marca 2016 roku, zwycięska propozycja z pierwszej tury przeciwstawiona została dotychczasowej fladze. 56,6% głosujących opowiedziało się za zachowaniem flagi. Frekwencja wyniosła 67,8%.

## Opinia publiczna
Większość sondaży przeprowadzonych na przestrzeni lat wskazywała, że przeważająca część społeczeństwa opowiada się za utrzymaniem obecnej flagi, choć liczba zwolenników zmiany ma tendencję wzrostową.
| Organizator                     | Data              | Za zmianą | Przeciw | Źródło |
| ------------------------------- | ----------------- | --------- | ------- | ------ |
| National Business Review        | sierpień 1999     | 24%       | 64%     | [ 6 ]  |
| DigiPoll/The New Zealand Herald | styczeń/luty 2010 | 52,3%     | 44,4%   | [ 18 ] |
| Colmar Brunton/TVNZ             | luty 2014         | 28%       | 72%     | [ 2 ]  |
| DigiPoll/The New Zealand Herald | marzec 2014       | 40,6%     | 52,6%   | [ 19 ] |

W sondażu przeprowadzonym w sierpniu 2014 roku 2% respondentów odpowiedziało, że temat flagi jest dla nich bardzo istotny w kontekście nadchodzących wyborów.